# Дрю, Джордж Франклин
Джордж Франклин Дрю (англ. George Franklin Drew) 6 августа 1827 года — 26 сентября 1900 года) — американский политик, демократ, 12-й губернатор штата Флориды. Он был уроженцем Нью-Джерси, который переехал во Флориду в 1840-е годы. Он победил на губернаторских выборах в 1876 году, и с его приходом к власти в штате завершилась эпоха Реконструкции и начался Позолоченный век во Флориде. В губернаторство Дрю правительство штата реформировало экономику, снижало налоги и сокращало зарплаты чиновникам правительства. Дрю старался стимулировать строительство железных дорог, хотя это дало эффект только при его преемнике.

### Статьи
- Williamson, Edward C. George F. Drew, Florida's Redemption Governor (англ.) // The Florida Historical Quarterly. — Florida Historical Society, 1960. — Vol. 38, iss. 3. — P. 206-215.